# بلام! (مانغا)
بلام! (باليابانية: ブラム!، بالروماجي: Buramu!) (بالإنجليزية: Blame!)‏ هي سلسلة مانغا يابانية من تأليف تسوتومو نيهي، نشرت من قبل كودانشا في مجلة آفترنون، في 25 نوفمبر عام 1998 حتى 25 يوليو عام 2003، وتم تجميعها في 10 مجلدات تانكوبون. أنتجت المانغا من قبل مجموعة تي.إي.سي إلى أونا أنمي، عرضت في 24 أكتوبر عام 2003، وتكونت من 6 حلقة + 1 أوفا. 

## القصة
تدور أحداث القصة عن كيلي، هو شاب وحيد صامت يمتلك سلاحًا قويًا بشكل لا يصدق يعرف باسم باعث شعاع الجاذبية، يتجول في عالم تكنولوجي واسع يعرف باسم المدينة. وهو يبحث عن نت جينز، وهي علامة جينية منقرضة، تسمح للبشر بالوصول إلى نت سبير، وهو نوع من شبكة التحكم المحوسبة لالمدينة، وهي عبارة عن حجم هائل من البنية الاصطناعية، مفصولة إلى أرضيات ضخمة من خلال حواجز لا يمكن اختراقها تعرف باسم البنية الضخمة. يسكن المدينة قبائل متناثرة وعابرة للإنسان بالإضافة إلى سايبورغ معادية تعرف باسم مخلوقات السيليكون. يبدو أن الجينات الطرفية الصافية هي المفتاح لوقف التوسع العشوائي والفوضوي للبنية الضخمة ، وكذلك طريقة لوقف الحشود القاتلة المعروفة باسم الحماية من تدمير البشرية جمعاء.

## الشخصيات
كيلي (باليابانية: 霧亥، بالروماجي: Kirii)
مؤدي الصوت: تاكاهيرو ساكوراي
تشيبو (باليابانية: シボ، بالروماجي: Shibo)
مؤدية الصوت: أسوكا أبزاوا
سانا-كان (باليابانية: サナカン، بالروماجي: Sanakan)
مؤدية الصوت: ساوري هايامي
زورو (باليابانية: づる، بالروماجي: Zuru)
مؤدي الصوت: سورا أماميا
بوب (باليابانية: おやっさん، بالروماجي: Oyassan)
مؤدي الصوت: كازوهيرو ياماجي
سوتيزو (باليابانية: 捨造، بالروماجي: Sutezō)
مؤدي الصوت: مامورو ميانو
تاي (باليابانية: タエ، بالروماجي: Tae)
مؤدية الصوت: أيا سوزاكي
فوساتا (باليابانية: フサタ، بالروماجي: Fusata)
مؤدي الصوت: نوبوناغا شيمازاكي
أتسوجي (باليابانية: アツジ، بالروماجي: Atsuji)
مؤدي الصوت: يوكي كاجي

## وصلات خارجية
- بلام! (مانغا) على موقع نتفليكس (الإنجليزية)
- بلام! (مانغا) على موقع ANN manga (الإنجليزية)